# 程銈
程銈（1469年—1537年），字瑞卿，先号方岩，更号十峰。浙江金华府永康县人，明朝政治人物。

## 生平
弘治二年（1489年）己酉浙江鄉試舉人，弘治十二年（1499年）己未科會試進士。历任南京大理寺、右寺副、右寺正。辛未，升四川按察司佥事。甲戌春，进本司副使。寻改敕建昌兵备，正德丁丑（1517年）春刘瑾令致仕。嘉靖十六年（1537年）卒。

## 家族
曾祖程鹏；祖父程永延；父程世刚，封大理评事。前母杨氏、母方氏，赠孺人。娶赵氏，有子四人：长文思，次文德，次文谟，次文训。次子程文德，嘉靖八年（1529年）榜眼，官翰林编修。